# 小行星8946
小行星8946（英語：8946 Yoshimitsu）是一颗围绕太阳公转的小行星。1997年2月1日，小林隆男在大泉天文台发现了此天体。
这颗小行星的绝对星等为211.4416978005321等。